# 앨버트 파크 서킷
앨버트 파크 서킷(Albert Park Circuit)은 오스트레일리아 빅토리아주 멜버른의 앨버트 공원 주변으로 조성된 자동차 경주 시가지 서킷이다. 매년 포뮬러 원 오스트레일리아 그랑프리와 슈퍼카 챔피언십 멜버른 슈퍼스프린트 등의 서포트 경주에 사용된다. 1953년에 개장하였다가 1958년에 폐쇄되었으며, 1996년에 재개장하여 쓰이고 있다.